# Csetény
Csetény község Veszprém vármegyében, a Zirci járásban.

## Fekvése
Csetény a Bakony keleti lejtőjén terül el, a Zirc-Mór között húzódó 8216-os út mentén, Zirctől mintegy 13 kilométerre.

## Története
A szócikk községtörténeti része a Csetény község története című könyv alapján íródott, a szerző hozzájárulásával.

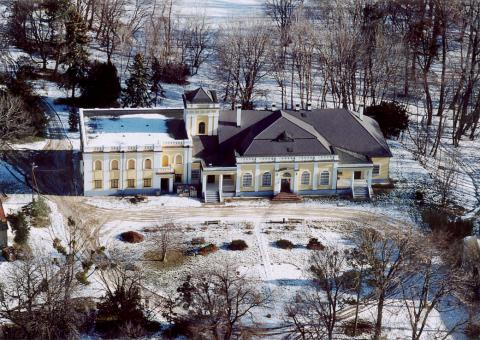
A kastély légifotója

### A honfoglalás előtt
A község határa már a csiszolt kőkorban – a Kr. e. 3500 és 2500 közötti években – is lakott hely volt. Határában két telep maradványait is megtalálták a régészek. A Koloskúti dűlőben és a Háromház környékén még most is gyakran forgatnak ki több ezer éves cserepeket a földmunkagépek. A késő bronzkori népek is megtelepültek Kr. e. 1500 és 800 között az Itató dűlőben és a Szíjfenéknél.
A honfoglalás előtti népek közül a rómaiak hagyták itt a legmaradandóbb nyomokat maguk után. Csetényben három helyen is látható kisebb-nagyobb település-maradvány: a Kenderföldön (a Kossuth utca és a temető közötti részén); a temető keleti részén és az attól keletre lévő lankás domboldalon; valamint a Második hídtól kelet felé húzódó dombsor végén. Az első két helyen még 1600 év elmúltával is kőtömbökben akad meg az eke, az egykori épületek nyomát téglák, cserepek jelzik. A Második hídnál csupán néhány apróra törött cserepet láthat az érdeklődő. Az említett tárgyakkal hasonló korú – 2. századi – az először Rómer Flóris által említett oltárkő.

### A honfoglalástól az1300-as évekvégéig
A 896. évi honfoglalást követően rövidesen e vidék is benépesült. A községet említő írásos források e korból nem állnak rendelkezésre, viszont több régészeti lelet is bizonyítja Csetény korai települtségét. 1911-ben Laczkó Dezső, a Veszprém vármegyei Múzeum igazgatója húsz honfoglaláskori sírt tárt fel a mai Táncsics és Dózsa utcák közötti dombon. Középkori templomának építési ideje nem ismert, de papját már az 1333-35-ös tizedjegyzékben említik. A mai falu nem az Árpád-kori Csetényre épült rá. A régészeti leletek tanúsága szerint a középkori falu közvetlenül a templom környékén, valamint a Törekvés utcai kertek és a Büki-hegy közti völgyben nyúlt el, a Csordacsapás elejétől egészen a Barackosig vagy még talán tovább is, Jásd irányába. A falut oklevélben először 1326-ban – viszonylag későn – említik, mint a cseszneki vár tartozékát. Ekkor vált királyi birtokká, korábban a Csák, még előbb pedig valószínűleg a Bána nemzetségből származó gróf Cseszneky családé volt. A 14. század második feléből több oklevélben is említik a községet, de általában csak egy-egy személy lakóhelyeként. 1392-től a Garai családé lett az akkor mintegy 40 lakott portával rendelkező Csetény.

### A község története a 15. században
A 15. századból a község első említése 1460-ból ismert, Chetheen formában: ekkor a falu István nevű plébánosa egy Péter nevű koromlyai nemes végrendeletét írta le Csetényben, Szent Jakab apostol napján. A községet még ekkor is a Garai család birtokolta, egészen 1478-ig, mikor Garai Jób halálával a családnak magva szakadt, és az addig hatalmas birtoktest a Koronára szállt vissza. A 4 mezővárat, 131 falut, 65 pusztát, 1921 lakott telket számláló nagybirtoknak csak töredékét jelentette a cseszneki várbirtok a maga 11 falujával és 214 lakott jobbágytelkével. Ekkor írták össze a község javait is először, amely az 1488-ban az adójegyzékben is megtalálható. Majorsági gazdálkodás ekkor még nem volt a községben, a kevés szántót a jobbágyok saját földjükként művelték, sok volt ezek közt az irtásföld. Kézművest nem jegyeztek fel a faluban, viszont állt már itt egy malom, kőtemploma már kőtoronnyal büszkélkedhetett és egy ásott kutat is feljegyeztek. A községben huszonnyolc lakott fél- és négy lakott negyed-telek van, kettő fél- és egy negyed-telek lakatlan, egy fél telken pedig lakatlan házat találtak a rovók. Mátyás király 1482-ben eladományozta a falut, amely vármegyei adójegyzékben ettől kezdve Szapolyai István birtokaként szerepel.

### Atörök hódoltságalatt
Az 1526. évi vesztes mohácsi ütközet után 15-20 évvel már a törökök uralták az ország jelentős részét. A Veszprém vármegyei adóösszeírásokban is mind gyakrabban tűnik fel a megjegyzés: "Minden török uralom alatt". A Bakonynak ez a része amúgy is nehéz sorban volt, ugyanis nem hódoltsági területnek, hanem végvidéknek minősült. A két részre szakadt országot két uralkodó kormányozta, akik Csesznek várát és a hozzá tartozó falvakat is saját híveiknek adományozták. A falu így adót fizethetett a magyar földesúrnak, a töröknek, gyakran külföldi zsoldoscsapatok dúlták a vidéket, de a zsoldot ritkán látó magyar végvári katonák is a földműves jobbágyokból próbáltak megélni. Az adóösszeírások – ha a rovó a török betörések ellenére eljutott a vidékre – elég pontosan mutatják meg a falu gazdasági állapotát. A mohácsi vész után erősen csökkent a tehetősebb, adózóképes családok száma. A lakosság létszáma a század elejéhez viszonyítva felére, később negyedére csökkent, sőt előfordulnak rövidebb időszakok, amikor a falu teljesen elnéptelenedett; korabeli feljegyzésekben olvashatunk a török elől való elmenekülésekről. A község középkori kőtemploma is ekkor pusztult el.
A 16. század elején Török Bálint megbízta egy lelkészét, hogy terjessze a reformációt bakonyi birtokain. Az ettől kezdve református hitet valló csetényiek vályogból és fából épült templomot használnak az egykori Tejcsarnok környékén. A török korban egy községi bírót ismerünk név szerint: Judex Fazekas Martinus Baloghot, azaz Fazekas Balogh Mártont, akit egy 1569-ből származó okirat említ az akkor török uralom alatt lévő, 14 lakott és 14 elhagyott portát, valamint egy újonnan épült házat számláló Chetén község bírájaként.

### A község újratelepítése
A község 16. század végi átmeneti elnéptelenedése után a korabeli feljegyzések szerint az 1600-as évek elején telepítették újra a falut. Az új telepesek származási helye ismeretlen, névsorukat is csupán egy 1637-es összeírásból állíthatjuk össze. Eme 31 család tekinthető a mai község alapítóinak, ugyanis e nevek az ezt követő összeírásokban folyamatosan élnek, sőt leszármazottaik a mai napig nyomon követhetők az anyakönyvekben. Az összeírásra azért került sor, mivel ekkor kapta Eszterházy Dániel és a Hosszútóthy testvérek Csetényt és a várat adományul, és ez alkalomból pontosan felmérték az ott szolgáló jobbágyok létszámát, állatállományát. A győri püspöknek Csetén 1652-ben még 8 forint dézsmát fizetett, de 1657-ből már az alábbi feljegyzést olvashatjuk: „Fehér Vár körniül (körül) lévő Faluk mellieket (melyeket) a’ Török dézmál, de ide kell hóditani, az minthogy már bizonyos Emberre is biztuk, levelet adván néki, ugymind Czétény, Csurgo, …..Dudar, Nána, Mor és Hajmáskér” A felszólítás ellenére a község még sokáig a töröknek adózott, még az 1660-as években is oda fizette a dézsmát. A század nyolcvanas éveiből maradt ránk az első dézsmajegyzék. A török utáni 1696-os országos összeírás már Esterházy Ferenc birtokaként említi a 21 jobbágycsaládot számláló Csetent. A község bírája ekkor a negyedtelkes Tott István. A község családnevei közül újként találkozunk a Bakonyi, Szalay, Takács, Pongrácz, Sándor, Csizmadja és Csatáry nevekkel.

### Az 1700-as évek elején
A török alatt a csetényi földeket ellepte az erdő, ezért a lakók más, elnéptelenedett helyeken béreltek megművelhető területeket. A Zichy-birtokok 1716. évi összeírása szerint Csatár pusztának „jó makkos erdeje vagyon, de mennyi sertés marha van rajta, nem tudgya, hanem Csetenyiek leghjobban fogják tudni, mivel ők birják árendában”. Csernye pusztának „valamely részén szántó földei is vagyon, mellyet a’ csetényiek szántanak”. Az itt élő jobbágyok saját fogyasztásra tiszta búzát, ketszér búzát, tavaszi búzát, tavaszi rozsot, árpát, tönkölyt, zabot, borsót, lencsét termeltek. Többen méheket is tartottak, Nagy Gergöly egész helyes gazdának például 20 méhcsaládja volt.

### A község a 18. század közepén
A század közepére a környék egyik legnépesebb településévé fejlődött a falu. Míg 1720-ban csak 17 családot jegyeznek fel, addig 1760-ban már 67 jobbágycsalád, több iparos és földesúri cseléd is él itt. A térképeken már jól felismerhetők a mai falu körvonalai. Az orvosi rendelőtől az alsó boltig szinte a mai elrendezésben látható a Petőfi utca, a Suttyom a mainál is hosszabb és az Ady utcában is találunk két házat. A község középpontja a mai tejcsarnok és környéke volt. Itt épült fel a templom, a községháza, az iskola, a börtön (a háború előtti kovácsműhely) és néhány házzal arrébb a kocsma is. A török alatt elpusztult templom helyett újat építenek vályogból s mellette állt a fából ácsolt harangláb is. A mai állatorvosi lakás helyén állt –még 1945-ben is- a községháza. Vele szemben, a mai templom lépcsője alján lévő kis téren hajtották végre a hivatalos emberek (bíró, jegyző, uradalmi tiszt) ítéleteit, itt állt egykor a szégyenfa. A község e részének Pöllöngér elnevezését még most is ismerik az idősebbek. A községben virágzó kézműipar alakult ki, a helyi mesteremberek általában a palotai és zirci céhekhez tartoztak. 1760. körül a falu kovácsa Farkas István, csaplárosok Takács Márton és György, bognárok Bostai Mihály és Vason József voltak, de találunk még a faluban mészáros legényeket, két csizmadiát, takácsokat, pintéreket és molnárt is. A mesterek általában nem helybeliek és nem is gyökeresednek meg, mert néhány év elteltével szinte mindig új nevekkel találkozunk. Az itt élők röghöz kötött, örökös jobbágyok, többségük földművelésből tartja el családját. A gazdák közösen fogadják meg a pásztorokat. A század közepére az egykor hatalmas erdőket mindinkább kiirtják, Csetényben csak két személyről jegyzik fel, hogy szénégetéssel foglalkozik. A községháza körüli tér mellett a község másik központja a kastély és a hozzá tartozó uradalmi épületek voltak. Az uradalom gazdálkodását az úgynevezett Tiszt házból irányította Stanbovits József tiszttartó és Kis György János ispán. Két gazdasági egységből állt, a Nyíres majorból és az Alsó majorból. A Malomi-patakon malom működik, a Kövesd környékén pedig évente több száz öl fát felhasználó téglaégető kemencék vannak. A kastély -egy régebbi formájában- már létezik, lakói ekkor Esterházy Miklós, Ferenc, Károly és Dániel grófok. A kastély körüli gazdasági épületek kisebb része ma is áll, többségét azonban lebontották vagy átépítették.

### Erdőirtások a 18. században
A török uralom alatt a bakonyi falvak népessége nagyon megfogyatkozott, határaikat benőtte az erdő. Mivel a környező települések, így Oszlop, Csatár, Répce, Szápár, Inota, Jásd, Csernye, Nána elnéptelenedtek, a csetényiek az ottani földesuraktól – Zichy, Nádasdy, Szapáry grófoktól – bérelték a legelőket, kaszálókat és a még meglévő szántókat. Csetényben 1696. és 1720. között mindössze 20 család élt, de 1759-ben már 67 családfő nevét ismerjük az összeírásból, nagyobb részük telkes gazda, csupán 5 zsellércsalád él a községben. A hirtelen népességgyarapodást csak betelepítés magyarázhatja. Valószínű, hogy az Esterházyak más birtokaikról költöztek Cseténybe, mivel az új családok is röghöz kötöttek, nem illették meg őket a környező telepített községekben élők különféle kiváltságai. A 18. század első felére szűkössé válik a falu határa. Lecsökken az egy családra eső művelhető szántó, kaszálható rét. Ennek oka részint a népesség gyarapodása, részint pedig az, hogy az 1720-as évektől kezdik telepíteni -jobbára szlovák és német ajkúakkal- a török alatt pusztává vált községeket és az ott élők maguk kezdik használni földjeiket. A földesúr engedélyével nagyarányú erdőirtásba kezdtek a csetényiek. A község határát ekkor nagyobbrészt még erdő alkotta, de ne gondoljunk a Tés vagy Csesznek környékén látható faóriásokból álló rengetegre. Nagy Pál, ki "feő hajtár (első vagy parádés kocsis) korában grófjával együtt Csetényi Helyiségben számtalanszor megfordulván, jól emlékezik", hogy abban az időben általában "ki nem irtott sürü berek volt, a' melyben imitt-amott fönt álló nagy fák találtattak". Nem is lehetett a község lakott részeihez közel összefüggő őserdő, hisz ezek a részek török idők előtt szántóként, rétként műveltek voltak és valószínű, hogy a török alatti átmenetileg békésebb időkben is megpróbálkoztak újbóli hasznosításukkal. A mai Füzbokori dűlőt, a Vilmai dűlő északi részét, a Szíjfenéket már 1747. előtt, a Kereszt dűlőt 1700-1763. között, a többi területet 1784-ig irtották ki. Ezután már csak az Alsóerdei erdő és a Kisligeti bokros, ligetes rész maradt meg erdőnek.
Rendkívüli munka volt ez az akkor élők számára, hiszen 1692-től kb. 63 év alatt 1.515 kataszteri holdnyi ligetes, erdős területet vágtak ki, melyből 1.422 holdnyi szántó és 193 holdnyi rét lett. E munkához volt kezdetben húsz, végére 67 család, akiknek az erdőirtás mellett művelniük kellett saját és az uradalmi földeket is és szolgálniuk szerződésük szerint. Az 1773-ban erdőt irtó 50 jobbágycsaládok közül a munkában legjobban jeleskedett "Andreas Keresztes, Joannes Varga, Stephanus Kecskés, Blasius Jakab." Az erdőirtások módjára emlékezik Varga György csetényi jobbágy: "ugy irtották ki, hogy először a vékonyabb fákot ki vágták, a' nagyobb fákot pedig meg kerétvén, önnön magátul el szárottak és le düledezvén, ezzel meg emésztették. A tövét pedig 20, 25 sőt több esztendőkig is a földben hagyták, méglen el rothadván, könnyebb munkával ki irthatták". Tóth Mihály kanász szerint, amikor rétnek való erdőt irtottak "nem kivántatik, hogy a' fák gyökerestül ki hányattassanak, hanem elég a Réth beli irtásra, ha ott a' fák a' föld sziniig le csonkittatnak és kipusztittatnak". A földesúr és jobbágyai szerződést kötöttek egy adott erdő irtására, mely szerint az úr erdőt enged át, annak általában szántóvá vagy rétté történő átalakítására, de előfordul, hogy szőlő telepítésére is. A munkák befejezése után az irtott földön megtermelt javak a kontraktusban meghatározott ideig, általában 4-6, de néha 10 évig is mentesek voltak minden adó alól.

### Szőlőtermesztés Csetényben
Községünk éghajlata nem túl kedvező a szőlő számára, ennek ellenére már mintegy 350 éve foglalkoznak termesztésével a csetényi gazdák. Első utalás a csetényi szőlőkre, cseszneki Mihály deák Esterházy Jánoshoz írt levelében esik 1637-ben: "Cseténiek az korcsmára bort tartoznak hordani, az mikor rájuk kerül (a sor). 1708-ban már két pintért -hordókészítőt- ismerünk a községben: György János és Német pintért, kik a grófnak abban az évben 256 illetve 357 akónyi (33.286 liter térfogatú) hordókat készítettek, 214 forint 55 dénárért. 7 akónyi bort (371 litert) küldtek fel a községből adó címén cseszneki várba. Nem lehet jelentős mennyiségű a helyi bortermés, mivel a dézsma- és adójegyzékekben 1719-ben nem szerepel. A török idők alatti, esetleg már előtti szőlőtermelésre utalhat az 1720-as években Puszta Szöllöként említett helynév is . Szőlősgazdáról először 1747-ben szólnak a feljegyzések, ekkor Toóth Jánosnak egy 3 kapás (kb. 825 nöl) szőleje van. A község bordézsmája ekkor 189 vödörnyi, mely 1890 vödör (21.357 liter) termésre utal. A község pintére ekkor Molnár D… Négy év múlva az uraságnak van 16,5 akó bora, de a kocsmában már kimértek 24 akót. A kocsmáros ekkor Szabó Márton, majd egy évre rá Szabó István, 1756-tól 1763-ig pedig Günther János, Takács Márton, Takács György.
Esterházy Imre 1760-ban kiadott urbáriumában kiköti, hogy "az korcsmára bort hordanyi, ha M. Uraság kivánnya, hozni tartoznak". Mivel 1764-ben szőlőt nem jegyeznek fel az összeírók, így a csetényiek kénytelenek voltak máshol megvásárolni a kocsmáros által és a földesúr hasznára kimért bort. Változás csupán 1777-től áll be, mikor az új földesúr, az ifjú János gróf kontraktust köt jobbágyaival, mely szerint "Csetényi határomban Varga Hegy nevezetü erdőmből egy darab erdőt Szőlő Hegynek" átenged. A megegyezés pereskedés következménye, ugyanis a jobbágyok többször tettek panaszt földesuruk ellen, hogy tőlük páskomi legelőiket elfoglalja. A szerződés szerint a jobbágyok panaszaikat visszavonják és cserébe erdőt kapnak. Nagy előrelépés az önálló gazdálkodás felé az, hogy a telepített szőlőt -az uradalmi tiszt tudtával s birtoklevél váltásával- a jobbágy szabadon adhatja, veheti, cserélheti. 10 esztendeig adómentes a szőlő, utána 1769. április 24-től "légyen Pap, Prédikátor, Nemes vagy Nemtelen, mindenik Szölös Gazda a 8-dik akót az Uraságnak igazán kiadni köteles lészen." Ezek mellett szőleje nagyságától függően minden gazda 8-12 icce (7-11 liter) mustot ad még. A Szőlőhegy életét "hites emberek", az úgynevezett Hegymesterek szabályozzák, kiket a földesúr tisztje nevez ki "minden igazságnak meg tartására és a Köz jónak elől mozdítására". Az irtások és telepítések nagyon gyorsan haladtak, hiszen a község 1784-ben készült térképén már 93 holdnyi területen szőlőt láthatunk. Egy, két év múlva készült országleírásban külön kiemelik, hogy a községnek sok szőleje van. 10 év múlva a földesúr Pintér Házat tart fenn. A megtermelt és az adóból megmaradt bort a jobbágyok meghatározott időben kimérhették a község kocsmájában. A kocsmát általában bérbe adja a földesúr, a mai alsó Borozó helyén lévő kocsma évi árendája 100 forint volt. A kocsmára bort hordani tartoztak a gazdák Újév napjától Szent Mihály napjáig, saját boraikat pedig Szent Mihálytól az év végéig mérhették ki. A csetényi szőlőkről a 18. század közepéig nem sok feljegyzés maradt fenn, csak néhány hegymester nevét ismerjük. 1838-ban a község úrbéri pert nyújt be földesura, gróf Esterházy János ellen, hogy az eddigi "fertály esztendei" bormérést ki szeretné bővíteni Szent Mihálytól Szent György napig fél évre. Az Oszlopon tartott úriszéken kérésüket elutasították, mondván, hogy az úrbéri törvény csak akkor érvényes, ha külön szerződés nem szabályozza a kocsmatartást. Ami igaz is volt, mivel a Szőlőhegy Contractusban a fentieket pontosan leírták.
A század közepére a Szőlőhegy területe lecsökken, az 1857-es térképen már csak 57 hold, viszont 96 pincét és a hozzá tartozó présházat is láthatunk ekkor. 1873-ban a Keleti Károly által írt Magyarország szőlészeti statisztikájában jelent meg Csetényről: 119 gazda osztozik 55,9 kat. hold fehér szőlőn. Nem lehettek túl jó minőségűek, hiszen az átlagosan 751 nöl területű szőlőkön átlag 67 liter bor termett, mely összesen csupán 7.950 liter az egész Szőlőhegyen. A holdankénti 142 literes termésátlag mai szemmel nézve meglehetősen gyenge eredmény, de a szomszéd községeké sem sokkal jobb: Csesznek 142 liter, Csernye 163 liter, Jásd 75 liter, Szápár 75 liter, Szentkirály 298 liter, Oszlop 457 liter holdanként. A szőlőinket elpusztító filoxéra Csetényt sem kímélte meg a múlt század végén. 1895-ben még 24 hold, két év múlva már csak 12 hold szőlőt találunk a községben. Az 1930-as kataszteri felmérést végző Fehrentheil-Gruppenberg László mérnök már csak kilenc présházat talál az egész Szőlőhegyen, melyek egy kivételével, 1964-ben estek áldozatul a tagosításnak.

### A csetényi uradalom a 19. század első felében
Esterházy Mihály 1817-ben, apja beleegyezésével 60000 ezüst forint kölcsönt vesz fel "főképp a csetényi jószág kezelésére és javitására'”. A kezelés és javítás a kastély átalakítását jelentette -a frissen házasodott és ideköltöző gróf igényei szerint. Ekkor alakult ki a kastélyt övező gazdasági épületek és a távolabb fekvő majorok végleges képe is.
A község számára jelentős változást hozott, hogy ideköltözött feleségével, báró Schröffel-Mannsberg Antóniával, a fiatal gróf. Eddig ispánjai, tisztjei útján irányította a gazdaságot az Oszlopon, Cseszneken vagy éppen az ország nagyobb városaiban élő földesúr. Nem véletlen, hogy ekkor jön létre a nyomaiban még ma is felismerhető, és az idősek emlékeiben ma is élő majorsági rendszer. A mai temetőt ebben az időben hasítják ki a nagybirtokból, a gróf házhelyeket enged a községnek a mai Kövesden, felépül vagy felújítják a kápolnát, pálinkafőzőt építtet -a mai Ady utcában- stb. A református egyház levéltárában található régi feljegyzések szerint ő az első földesúr, aki tevékenyen beleavatkozik a falu életébe és nem csak a gazdaságot irányítja megbízottjaival. Általában jó viszonyt alakított ki a helybeliekkel. A gazdálkodásban már nem volt ilyen szerencsés, a felvett hitelt nem tudta törleszteni, sőt további számtalan apróbb-nagyobb kölcsönért fordult ismerőseihez. 1845-ben írja Nagy Sándor csetényi bíró: "és tudjuk, hogy ez időben köznyelven forgott, hogy Somogyi inspector urat is a grófné nevezte ki. A grófné volt az uraság, mert szarvasi uradalmát eladván, a csetényi javalmat a temérdek adósságból kiváltván és így a javakat, mint tulajdonát birta”. Minden földesúri jogot ő gyakorol, fiával Antallal együtt irányítja a gazdaságot, engedélyezi a bíróválasztást. Jobbágyaival kíméletes: "Mi alulirott Csetény község bírói és kisbírói hitelessen valljuk és bizonyítjuk, hogy földesúrnőnk az 1845, 1846. és 1847. években a gabona és egyéb désmai járandóságot alázatos folyamodásunkra kegyelmesen elengedte..."
Hiába volt azonban áldozata, a birtokot továbbra is kénytelen volt kölcsönökkel terhelni, melyeket aratáskor vagy az állatok eladásakor tudott kiegyenlíteni. A gazdaságon a kölcsönök sem segítenek, adósságai tovább nőttek és végül a család 1852-ben arra kényszerült, hogy a két birtokot -Csetényt és Csesznek egy részét- eladja a pesti Zitterbarth Mihálynak. A birtok tönkremenését az is elősegítette, hogy Mihály gróf a szabadságharcban betöltött szerepéért Komáromban tölti ötéves börtönbüntetését. Az ezt követő időszak két szempontból is fontos a falu történetében: Egy év múlva, 1853-ban eltörlik a jobbágyságot, önálló gazdákká válhatnak a falu lakói, az Esterházyak 215 éves ittléte után pedig új nagybirtokosa lesz a községnek.

### A község lakói a szabadságharcban
A helybeli egyházi feljegyzéseket megsemmisítette a világosi fegyverletételt követő Habsburg-elnyomás, csupán a templom tetejének javításával kapcsolatban jegyzi fel Járdánházy tiszteletes úr: „a tető festése ezúttal elhalasztatott, mivel a március 15-diki pesti forradalom… Magyarország újjáalakulása alkalmából… amíg a felzendülő nép kedélye meg nem csendesedik”. Az országban nemzeti őrkatonaság állíttatván ki az országhatáron által jött rácok és szerbek rabló csoportjai ellen… Ezek miatt szóval, míg a rend, csendesség megnyugtatólag ismét helyre nem áll, a munka teljes végrehajtása félretétetett”.
A délvidékről hazánkra törő ellenség megállítására kiállított hadseregben harcolt a Bakonyi nemzetőr sereg 77 főből álló csetényi százada is, Esterházy Antal kapitány vezetésével. Apja, Eszterházy Mihály -a reformkori országgyűlések vezérszónokaként 10 000 forinttal támogatta a Tudományos Akadémia létrejöttét-, 1848. október 8-tól az Országos Honvédelmi Bizottmány tagjaként a hadianyaggyártást irányítja. A Bizottmány megszűntével ugyanezen ügyeket felügyelő kormánybiztossá nevezi ki Kossuth Lajos. 1848. november 5-től 1849. május 22-ig újoncokat soroznak be Csetényből is . 1848. december 19-én Lukács Sándor kormánybiztos felszólította a népet, hogy csatlakozzék a portyázó szabadcsapatokhoz, melyek parancsnoka Mednyánszky Sándor volt. A 195 főből álló, gyengén felfegyverezett szabadcsapat 1849. január 12-én Bakonybélnél vereséget szenvedett a császáriaktól s többek között itt esett fogságba a 17 éves csetényi Varga Gergely is. Családi hagyomány szerint Jakab István 1848. december 30-án a vesztes móri csatában harcolt. A csetényi egyházi feljegyzésekben áll: „Ifjú Molnár János nemzetőr 1848. június 4-én, 32 évesen forró lázban meghalt. Marton Mihály nemzetőr 1849. január 3-án, 25 évesen az ellenségtől Bodajkon elfogatva agyonlövetett.”

### A birtok kézről kézre száll
Zitterbarth Mátyás, a kor neves építésze sikeres vállalkozásaival másfél milliónyit meghaladó vagyont szerzett. Az építész a déli vasút építésében és az 1857-es pénzügyi válságban ment tönkre. Az uradalmat hitelezője, a bécsi Boschan Bankház szerezte meg. Boschan Gusztáv, aki tiszteletbeli megyei főjegyző volt, az 1873-as tőzsdei válságban vesztette el vagyonát. Még gondoskodott Zitterbarthnak a csetényi kastélyban élő unokahúgáról, majd öngyilkos lett.
Csetény új tulajdonosa Schlézinger Dávid lesz, de néhány év múlva özvegye és gyermekei apránként eladogatják előbb a csetényi gazdáknak a birtok kisebb részeit, majd 1886-ban a maradék nagyobb egységet báró Bornemissza Gábornak, tőle pedig a Holitscher B. Lipót tulajdonába kerül 1891-ben. A század második felében a községet is utoléri az ország általános fejlődése. 1869-ben már 153 házban él 1047 lakosa, majd néhány év múlva már két tanteremben tanul a község 120 gyermeke. 1880-tól postahivatal is található a Suttyom elején. 1883-ban 1080 lakosából kereken ezer a református, 50 a katolikus, 10 fő az ágostai evangélikus és a 20 mózes hitvallású. 1890-ben Csetény nagyközségi rangot nyer.

### A Holitscher-család idején
A birtokot megvásároló egykori bécsi üzletember és nagybirtokos Holitscher Lipót (1850-1904.), nejével Hamburger Vilmával (1860-1922.) és gyermekeivel, Leonórával, Pállal, Károllyal 1891-ben költözött Bécsből Cseténybe. H. Lipót rövidesen új szeszfőzdét építtet. A mai Gyár területén új téglaégető is épül, itt készülnek el a kastély emeletes szárnyához szükséges téglák. H. Lipót halála után gyermekei öröklik a birtokot. 1910-ben 1157 lakosa van a községnek, a keresők zöme földműves, de már találunk 4 bányászt, 34 iparost, 3 kereskedőt, 3 vasutast, 7 közszolgálati alkalmazottat. A Holitscher-birtok 64 cselédet és 119 napszámost foglalkoztat. A 174 ház fele-fele arányban tégla és vályog, a 71 cseréptetős és 92 nádas ház mellett még 11 fazsindelyest is találunk a faluban. Vallásuk szerint a helybeliek közül 936 református, 149 katolikus, 42 evangélikus, 29 izraelita és egy fő egyéb (feltehetően baptista). Leég a Suttyom és fő utca, valamint a község közintézményeinek nagyobb része. Országos méretű adakozásból épül újjá a falu, a támogatások elosztása nagy viták és panaszok mellett történik meg. 1913-ban patika létesül az alsó bolt és a baptista imaház között félúton, elő gyógyszerészünk Kovácsházy László. 1917-ben megalakul a csetényi Vörös Kereszt-Egyleti Fiók, 6 alapító, 173 rendes és 37 rendkívüli taggal. Még ebben az évben H. Károly megváltja testvérei részét és továbbiakban egyedül gazdálkodik. Korszerű mintagazdaságot épít ki, aprómag és vetőmagtermesztéssel foglalkozik. A határban lévő talajvizes területeket alagcsövezteti, melynek nyomai még ma is fellelhetők. Az 1. világháborúban 50 csetényi katona esett el a keleti frontokon. Helytállásuknak 1940-ben állítottak emléktáblát az alsó iskola falán, szövege: „Megcselekedtük, amit megkövetelt a haza”.
A Tanácsköztársaság alatt az egyházi iskolákat rövid időre államosítják. A nagyarányú kivándorlás miatt néhány év alatt közel 150 fővel csökken a falu lakossága. Talán emiatt is minősítik vissza 1926-ban a falut kisközséggé. 1924-ben meglehetősen sok iparost, így egy-egy ácsot, kötélgyártót, bognárt, csizmadiát; két asztalost, kocsmárost, borbélyt; három kovácsot, molnárt, szatócsot; négy cipészt, kőművest valamint egy Hangya Szövetkezet találunk a faluban. 1928-ban vásárjogot is nyer Csetény. Két év múlva már van villany a postán, a kastélyban és a községházán, 1314 lakosa 236 lakóházban él. 1937-ben már 122 iparban dolgozó, 28 kereskedő, 15 vasutas, 18 közszolgálati alkalmazott és 24 cseléd él a községben, de a lakosság nagyobb része továbbra is a mezőgazdaságból él. A birtokok méretének megoszlása 1941-ben: 1221 hol Holitscher Károlyé, 10-100 hold közötti birtok 40 db (többsége 10-15 holdas), 1-10 hold közötti 49 db. 1943-ban levente egyesület működik a faluban. 1944-ben deportálják a helybeli zsidó családokat. Az 1945. március 21-22-i eseményekről pedig nézzük egy szemtanú beszámolóját: „Ma már rossz híreink vannak, Mórnál előretörtek az oroszok… A front egészen ide hallik, nincs több 15 kilométernél. Közben a falut is bombázzák… A magyar katonaság elvonult, mi is mennénk, de nincs mivel. Megérkeztek a német harcoló csapatok. Az emberek pakolnak fejvesztve…. Délben nagy légicsata van… A pincéből később jöttünk fel… Lakásunk négy bombát kapott… Két magyar páncélos jóvoltából sikerült szekeret szereznünk, ami elvitte holminkat a kastélyba… Éjfél után riadó, az orosz lovasság befutott Csetény határába, mint egy megzavart hangyaboly, olyan a kastély.”
A fenti eseményekkel községünk számára véget ért második világháború. Számos csetényi vált a háború áldozatává, közülük húsz katonaként szolgálta a hazát, hét volt a polgári áldozat, huszonegy zsidó polgártársunk pedig az auschwitzi haláltáborban lelte halálát. 1947-ben megválasztják az utolsó csetényi bírót, Pálinkás Imrét, s ezzel egy kor és egy rendszer lezárult.

## Egyházaink történetéből

### A csetényi egyház az ellenreformáció korában
„Valamikor a Bakony falvait magyarok és kálvinisták lakták. III. Károly alatt az uraságok elhatározták, hogy a nyakas, pártütő, kuruc kálvinistákat kipusztítják a Bakonyból. Csetény urasága, egyik gróf Eszterházy, akkor nyitrai püspök volt. A mostani kastélytól nem messze az országút északi oldalán állt egy óriási ágú-bogú, sűrű lombú, vén szilfa. Ennek árnyékában szeretett a püspök pihenni. Szolgálattevői egyik nap heves támadást intéztek a kálvinista kurucok temploma ellen. A falu népe a templom köré sereglett és ellenállt a támadóknak. A hagyomány különösen a Simon és Jakab nevű jobbágycsaládok nevét tartotta fenn, mint akik inkább készek voltak a halálra, semmint istenük hajléka idegen kézre szálljon.” (Eötvös József: Átok alatt)
Az 1749-ben meghalt prédikátoruk helyébe már nem is enged újat hozni Eszterházy Imre. A község a Helytartótanácshoz fordul engedélyért, amit el is nyer. A lelkész bejegyzése szerint a válaszlevélben az áll, hogy „A Felséges Méltóságos Helytartó Tanács … a Csesznegi Dominium Földes Uraihoz, mellybe inti őket, hogy adják okát, miért nem akarnak a’ Csetényi Ecclesiának meghalálozott prédikátora helyébe megh hozni engedni. ”Ez évben kezdődnek a református egyház új anyakönyvei, mivel a régiek részint a prédikátorház beázása, másrészt tűz által megsemmisültek. 1761-ben elhunyt Kisvárdai János prédikátor is. Az alázatos szolgai Csetényi lakosok kérik a vármegyét, hogy mivel „az keresztség dolgában, mint pedig más lölki dolgokban magunk vallása szerént vigasztaltassunk, kérjük alázatosan az Nemes Széket, hogy Lölki Pásztort helybe hozván… ”Cséby Gergely helyi nótárius február 4-én ideiglenes engedélyt adott ki, melyet később valószínű, hogy megerősített a vármegye, hiszen a következő prédikátor minden különösebb háborítás nélkül végezhette lelkész teendőit.: „Hogy az lelki (jólétükben?) Csetényi Helységben lévő calomista vallyáson lévők fogyatkozást ne szenvedni kéntelenítessenek, addég is míg Tekintetes Plenipotentatius Urnak bűvebbén fogják magok lelki pásztorjokat (bemutatni?), ezen instantiajok helybe hagyatik, és kivánságok nem gátoltatk.”

### A katolikus egyház
A török időkben már református hitű községben sokáig nem találunk más vallást, az első római katolikus hitűek is a kastély személyzetéből és a cselédekből kerültek ki. 1726. után már időközönként előfordulhatnak katolikus hitűek, hiszen a feljegyzés szerint anyakönyvezésüket a cseszneki várkáplán végzi. Az 1747. és 1752. közötti egyházi összeírás szerint még nem él katolikus hitű a községben, viszont már van bábaasszonya a községnek Pongrácz Erzsébet személyében. 1772-ben az oszlopi egyházhoz tartozik, de még nincs eklézsia. Két év múlva már 8 fő katolikus vallásút találunk. 1778-ban és egy év múlva a hét lutheránus és 6 zsidó mellett már 15 katolikust írnak össze. Az 1780. évi országos összeírásban viszont csak 3 férfit, 4 nőt és egy fiúgyermeket találunk, bár lehet, hogy ez csak a jobbágyi sorban lévőket tartalmazza. A hitéletet valószínű, hogy az oszlopi templomban gyakorolják, mivel helyi templomot, kápolnát nem említenek egészen a 19. század közepéig. 1841-ben már 68 katolikust találunk a faluban. 1849-től a mai református temetőt használják ők is, előtte nem ismeretes temetkezési helyük.

### Zsidó hitközség
A 18. század közepétől itt élő, főleg az uradalom kocsmáját, mészárszékét bérlő és kereskedő zsidó családokról első ízben 1778-ból van teljes névsorunk, a községben 10 családban 43 zsidó hitvallású személy él. A térképeken a Suttyomban már feltűnik a Zsinagóga és a zsidó temető is. A közösség a zsidók 1944. évi Auschwitzba történő deportálásakor szűnt meg.

## Közélete

### Polgármesterei
- 1990–1994: Ács Jenő (független)[3]
- 1994–1998: Ács Jenő (független)[4]
- 1998–1999: Reiterer Tünde Hajnalka (független)[5]
- 2000–2002: Albert Mihály (független)[6][7]
- 2002–2006: Albert Mihály (független)[8]
- 2006–2010: Albert Mihály (független)[9]
- 2010–2014: Albert Mihály (független)[10]
- 2014–2019: Nagy Attila (független)[11]
- 2019–2024: Nagy Attila (független)[12]
- 2024– : Nagy Attila (független)[1]

A településen 2000. február 20-án időközi polgármester-választást (és képviselő-testületi választást) tartottak, a korábbi képviselő-testület önfeloszlatása miatt.

## Népesség
A település népességének változása:
| Lakosok száma | 1922 | 1896 | 1877 | 1806 | 1786 | 1775 | 1753 |
|               | 2013 | 2014 | 2015 | 2021 | 2022 | 2023 | 2024 |

A 2011-es népszámlálás során a lakosok 85,7%-a magyarnak, 0,2% cigánynak, 0,1% németnek, 0,1% lengyelnek, 0,1% szlováknak mondta magát (14,3% nem nyilatkozott; a kettős identitások miatt az végösszeg nagyobb lehet 100%-nál). A vallási megoszlás a következő volt: római katolikus 16%, református 45,9%, evangélikus 1,2%, felekezeten kívüli 6,5% (23,6% nem nyilatkozott).
2022-ben a lakosság 94,8%-a vallotta magát magyarnak, 0,2% ukránnak, 0,2% németnek, 0,2% cigánynak, 0,1-0,1% szlovénnek, szerbnek, románnak és szlováknak, 1,5% egyéb, nem hazai nemzetiségűnek (5,2% nem nyilatkozott; a kettős identitások miatt a végösszeg nagyobb lehet 100%-nál). Vallásuk szerint 38,2% volt református, 12,7% római katolikus, 1,1% evangélikus, 0,3% görög katolikus, 5,9% egyéb keresztény, 2% egyéb katolikus, 10,6% felekezeten kívüli (29,1% nem válaszolt).

## Nevezetességei

### Holitscher-kastélyés kastélypark
A műemlékjellegű, egykori barokk, majd az évszázadok során többször átépített és megtoldott kastély községünk büszkesége. Névadója Holitscher Károly, az épület utolsó tulajdonosa, egykori országgyűlési képviselő, bankelnök, nagybirtokos.
Az épület építési idejét nem ismerjük, de 1747- 49. között már említik, mint Esterházy Imre tulajdonát, rá utalnak az épületben talált C I E monogramos téglák. Ekkor már biztosan létezik a boltíves pince és az épületnek a pincével megegyező alapterületű része. A kastély felújítása során azonban találtak még Esterházy János gróf által -1692  előtt – vettetett téglákat is. A kastély természetesen ritkán szolgált állandó lakásául az általában Bécsben és Pozsonyban tartózkodó Esterházy grófoknak. Alkalmanként szállhattak meg az épületben, nyaralónak, vadászháznak használva azt.
Az oszlopi kastély megépülte után, az 1780-as évek végén már valószínű, hogy egy rövidebb ideig nem is lakták. Ekkorra oly mértékben leromlott az épület, hogy az akkor házasodó Esterházy Mihály 1817. táján 60 000 ezüst forintból tudta csak helyreállítani az egykori barokk kúriát. A korabeli leírások alapján így nézhetett ki az akkori épület. Feltehetően 1852-60. között került sor a másik nagy átépítésre, tulajdonosa ekkor ifj. Zitterbarth Mátyás, a kor egyik legnevesebb klasszicista építésze. Az ezt követő 30 év alatt toldotta meg a földszintes részt egy víztoronnyal valamelyik tulajdonos, az 1890 körüli alaprajz az akkor a kastélyban szolgálók visszaemlékezései alapján készült. Egykoron a kastélyhoz tartozott az úgynevezett kiskastély is, mely a mai emeletes szárny helye előtti részen volt, és 1890. előtt elsősorban vendégszobák voltak benne. A nyitott verandás kiskastélyt fedett átjáró kötötte össze a toronnyal.
1892-ből maradt ránk az első fénykép az épületről. Zitterbarth Mátyás 1862-es halála és a millennium között több tulajdonosa volt az épületnek: báró Bornemissza Gábor, a Sclézinger-család, a bécsi Boschán-család, majd végül a kastélyt emeletes szárnnyal megtoldó Holitscher B. Lipót és leszármazottai. Az épület utolsó tulajdonosától Holitscher Károlytól az államosítás során vették el az épületet és a hozzá tartozó nagybirtokot. A második világháború után az épületet államosították és a helyi tanács, majd önkormányzat tulajdonába került, itt volt a tanácsház, a posta és egyéb közintézmények. A kastély földszintes részét 1993-94-ben az önkormányzat támogatásával közművelődési célokra újíttatta fel a Holitscher Kastély Felújító Társaság Alapítvány. Az emeletes szárny felújítási munkái 2000-ben kezdődtek, és még napjainkban is tartanak. A kastély körül található, több mint l6 hold területű, angol mintára telepített park történetéről, életkoráról nem sokat tudunk. A park elődje talán a kastély körül meghagyott ősi erdő lehetett, melynek még létező legidősebb fái 250-300 évesek, első említése 1846-ból való. Jelenlegi állapota inkább gondozott parkerdő jelleget mutat, mint a két világháború közötti egykor egzotikus növényekkel telepített arborétumot. Említésre méltó látnivaló még a több mint százéves, szépen felújított tűzoltókocsi a kastély előtt.

### Kápolna a kastélykertben
A török időkben már református hitű községben sokáig nem találunk más vallást, az első római katolikus hitűek is a kastély személyzetéből és a cselédekből kerültek ki. A hitéletet valószínű, hogy az oszlopi templomban gyakorolják, mivel helyi templomot, kápolnát nem említenek egészen a 19. század közepéig. 1838-ban Esterházy János fakeresztet állít a majorsági cselédlakások elé, az oszlopi út jobb oldalán. A mai Hunyadi utcában álló keresztet a katolikus hívek 1999-ben felújították és a parkbéli kápolna mellett állították fel. 1841-ben már 68 katolikust találunk a faluban. A kápolna a földesúri családot és hasonló hitű alkalmazottait szolgálta. Pontos építési ideje ismeretlen. Az 1845. évi canonica visitatio még nem említi, Járdánházy Dániel ref. lelkész 1848. március 12-én viszont feljegyzi: "Esterházy Mihály itt e helyben grófi lakja udvarán házi kápolnát csináltatott". Az épületet megszemlélve, úgy látszik inkább, hogy felújíttatta vagy átalakíttatta a már meglévő, de addig más célokat szolgáló épületet, bár 1870-es canonica visitatio 15-20 évesnek becsüli az épületet. 1874-ben Schlézinger Dávid, a birtok új tulajdonosa hitbéli okok miatt megtiltja a kápolna használatát, így annak berendezését az ácsteszéri plébániára szállítják. Bornemissza Gábor báró 1877-ben helyreállíttatja az épületet és berendezését, fenntartására 200 forintos alapítványt hoz létre. Előbb 1994-ben újították fel az épületet a csetényi katolikus hívek, majd 2007-ben megkezdődött a tető- és héjazatcsere. A munkák végeztével 2007. szeptember 30-án szentelték újra a kápolnát.

### Református templom
A 16. század elején Török Bálint megbízza lelkészét, hogy terjessze a reformációt bakonyi birtokain. Az ezután már református hitet valló csetényiek a vályogból és fából épült templomot használják. 1790-ben földrengés miatt leomlik a református templom. Az elpusztult templomot már nem állítják helyre, hanem újat építenek a középkori kőtemplom helyén s részben annak romjaiból. 1792-93-ban épül fel s az alábbiakat írja róla Vincze Imre lelkész: " ...Hegyen lévő templom épült a tolerancia után 1792-dik esztendőnek tavaszától fogva az 1793-dik esztendőnek tavaszáig...kőbeli matériájának nagy részét csakugyan azon helyen gothus formájú templomnak széjjeltört falaiból és köveiből keritették ki nem csak, hanem egész faldarabok is hagyattak amabbul, úgy, hogy azon réginek hosszúsági falából egy nagyrészt emez újnak csak nem egész falazatját vagy hátulsó kereszt falát tészi". 1810. január 12-én földrengés miatt tornya megreped, egy részét lebontják és a harangokig bedeszkázzák. "1831. martius 14-én-én reparálni kezdik a megrongált templomot". 1893-ban kerül sor a templom újabb, nagyarányú felújítására, melynek során elveszti eredeti barokk jellegét.
- Millenniumi emlékmű
- Szélerőművek a falu határában

## Híres emberek

### Abella Mihály
(Csetény, 1878. szeptember 27. – Dachau, 1945. február 22.) szakszervezeti vezető.
Borbélymesterséget tanult. 1902-ben bekapcsolódott a szakszervezeti mozgalomba és tagja lett a szociáldemokrata pártnak. 1904-től tagja, majd ügyvezető titkára, végül elnöke volt a magyarországi borbély- és fodrászsegédek szakegyletének. A Tanácsköztársaság idején a közélelmezési népbiztosságon dolgozott. Szerkesztette a Fodrász Újságot. 1944 novemberében a szakegylet több vezetőségi tagjával együtt hurcolták el, munkatáborban halt meg

### Halász Gyula
(Csetény, 1871. szeptember 17. – Brassó, 1969. március 16.) erdélyi magyar szerkesztő, közíró. Fia Brassaï, a világhírű fotóművész. 
A Brassói Szemle (később Brassói Hírlap) megalapítója, a lap megszűnése után 1919-től a Brassói Lapok munkatársa 1933-ig, amikor is Brassói Napló címmel új lapot alapít és szerkeszt 1936-ig. Vezércikkeiben a munkásság érdekeit szólaltatja meg. Turista lapok munkatársa, a Nagykőhavas turistaszálló újjáépítéséért kifejtett buzgalma elismeréseként a természetjárók e hegység főútvonalát Halász Gyula útjának nevezték el. Budapesten már 1894-ben verseskötete jelent meg (A Szajna partján); gondolatokat fűzött Az ember tragédiájához (könyvalakban Budapest 1922). Romániában megjelent munkái: Petőfi és Béranger (Brassó 1922); Petőfi Sándor élete és halála (Brassó 922); Petőfi Sándor élete (Hasznos Könyvtár, Brassó 1935); Zajzoni Rab István válogatott versei (szerkesztésében és előszavával, Haladó Hagyományaink 1959); A századik év küszöbén (Emlékek, 1967). A csetényi Községháza falán emléktábla méltatja munkásságát.

### Vámbéry Ármin
Vámbéry Ármin (1832-1913) a török nyelv és néprajz világhírű kutatója, a hazai keletkutatások létrehozója, egyetemi tanár, a Magyar Tudományos Akadémia tagja. Vámbéry 1856 novembere körül néhány hónapig a csetényi Zitterbarth-birtok bérlőjénél, Grünfeld Hermannál házitanítóskodott és önéletrajzi művében az alábbiakat írja itt tartózkodásáról:
Jó állást kaptam Csetényben, Veszprém vármegyében, az odavaló bérlő, Grünfeld úr házánál. Ez volt utolsó nevelői állásom Magyarországon és az a szeretetteljes bánásmód, melyben Grünfeld úr művelt és nemes családja részesített. Csak egy szomorú eset fűződik itt tartózkodásomhoz. 1856. november 11-ének egy esős estéjén történt, mikor tízig jóízű beszélgetés közben töltve a családdal, éppen készültem visszavonulni az udvarban lévő szobámba. Midőn kinyitottam a pitvarajtót, nem csekély ijedelemmel láttam, hogy egy sereg álarcos ember áll előttem...A megrémült család minden egyes tagját lefogta egyikük és halállal fenyegettek mindenkit, aki a száját kinyitni merészelné. Most már világos volt; hogy rablóbanda tört a házra a Bakony erdejéből. Grünfeld úrtól minden pénzét és értékét elszedték. Oda is adott vagy húszezer forintot. ...Felforgatva az én szobámat is, melyből azonban nem vihettek el mást, mint egynéhány kötetjét a magyar remekíróknak... A zirci járásbíróságnak az a sajátszerű ötlete támadt, hogy bennem, az akkor már a Tudós Akadémiával összeköttetésben álló magyar tudósban, titkos bűntársát keresse az egykori rebellisekből álló rablóbandának. És nincs kétség, hónapokig sanyargattak volna, ha síkra nem száll mellettem a jó Grünfeld és nem tesz bizonyságot teljes ártatlanságomról.... A hazai röghöz nem kötött immár semmi ezen a világon, mert anyám, kit lelkemből szerettem, kevéssel útrakelésem előtt meghalt. Szilárdul elhatároztam tehát, hogy haladéktalanul Keletre megyek és bármilyen nehezemre esett odahagyni kényelmem nyugalmas kikötőjét, megtettem a szükséges lépéseket az elutazásra.

### Zitterbarth Mátyás ifj.
(Pest, 1803 – Pest, 1867. november 14.) építész. Az Ausztriából Pestre települt építészcsalád legjelentősebb tagja, id. Zitterbarth Mátyás építész fia, Zitterbarth Henrik építész apja. A pesti klasszicista építészet egyik legjelentősebb mestere volt.
1852-60 között a csetényi kastély tulajdonosa, az épület egyik átépítője volt.

### További ismert személyek
- Egy időben itt élt és tevékenykedett Papp József kovács, bércséplő, 1939-től a zirci választókerület nyilasfronti országgyűlési képviselője.